# Chamaediplosis
Chamaediplosis is een muggengeslacht uit de familie van de galmuggen (Cecidomyiidae).

## Soorten
- C. nootkatensis Gagne and Duncan, 1990
- C. rugosa (Gagne, 1986)